# Hipertensión epididimaria
La hipertensión epididimaria, conocida coloquialmente como blue balls (traducido del inglés como «bolas azules») o «cojonera», es la condición en que los testículos presentan vasocongestión, que es la retención de líquido, particularmente linfa y/o sangre, en dichos órganos, que a menudo se acompaña de dolor agudo debido a la excitación sexual prolongada e inconclusa. Se cree que el término se originó en los Estados Unidos y apareció por primera vez en 1916. Weinzimer y Thornton sugirieron llamarlo «hipertensión del epidídimo», si bien no es exactamente lo mismo.
La causa exacta de esta sensación no está completamente comprendida, pero se cree que está relacionada con la liberación de hormonas como la dopamina y la oxitocina durante la excitación sexual del hombre, que pueden aumentar el flujo sanguíneo en los testículos.

## Causas
Es causada por la sobre estimulación sexual de los genitales —intencional o no—, por ejemplo durante los preliminares sexuales o la tumescencia peneal nocturna, que no termina en el orgasmo y la eyaculación. La sintomatología es producto de la distensión y congestión de los conductos deferentes, vesículas seminales y conductos prostáticos producida por la retención del linfa, sangre y semen.
Durante la excitación sexual, el sistema nervioso parasimpático aumenta sus impulsos nerviosos a los tejidos genitales, dando lugar a un aumento del flujo sanguíneo a los testículos y las áreas de la próstata en el caso de los hombres;y un aumento del flujo sanguíneo en el clítoris, las paredes vaginales, el útero y los labios en el caso de las mujeres. 
El término blue balls viene debido a que a veces los testículos obtienen un color levemente azulado debido a la acumulación de sangre aunque "blue" también significa "triste".
Es más común en adolescentes que mantienen una erección y/o excitación intensa durante un periodo de tiempo prolongado, especialmente si en la situación en la que se encuentran no resulta apropiado eyacular.

## Otros efectos secundarios
Pueden aparecer otros efectos secundarios, que pueden variar desde un pequeño dolor de cabeza, que generalmente desaparece en pocos minutos, dolores musculares o mal humor —éste causado probablemente por la falta de orgasmo, en lugar de un efecto físico—. En otros casos más graves, se ha sabido de hombres que sufren dolores de estómago, malestar estomacal intenso y dolor agudo al orinar. Existen contados casos en que algunos hombres que padecen de vaso congestión testicular presentaron ciertos indicios de cáncer testicular; especialistas especulan que aunque se desconocen las causas puede tratarse de la prolongada congestión de fluidos en la próstata y testículos.

## Tratamiento
El tratamiento más común es llegar a la eyaculación, ya sea a través del coito o por medio de la masturbación. La eyaculación provoca la actividad normal del sistema nervioso simpático y el fin a la congestión por un renovado flujo de fluidos genitales de nuevo al cuerpo. En algunos casos, la congestión y el dolor que acompañan desaparecen después de poco tiempo, pero en otros casos, el alivio podría llegar después de un tiempo más largo —de diez a doce horas—. Las blue balls rara vez se mencionan en la literatura médica.
Si las circunstancias sociales no permiten llegar a la eyaculación, también se puede aliviar aplicando frío en la zona, con la deambulación, con alguna actividad que requiera mucha concentración u otra actividad que apague la excitación sexual.
Aun sin tratamiento, las 'bolas azules' no suponen un riesgo para su fertilidad.
Consulte a su médico si el dolor no mejora al cabo de horas, es incapacitante, se acompaña de lesiones cutáneas, tiene síntomas miccionales (ardor al orinar, urgencia por miccionar, sensación de tener urgencia por orinar sin que usted consiga hacerlo...) impotencia o sospecha una causa grave.

## Síndrome de excitación genital no resuelta
Algunas mujeres han manifestado experimentar una sensación similar a los hombres en su zona genital después de una excitación sexual prolongada sin alcanzar el orgasmo, que recibió el nombre coloquial de blue vulva o blue clit (traducido al español: vulva azul o clítoris azul), aunque se propone el nombre de "síndrome de excitación genital no resuelta".